# Villenave-près-Béarn
Villenave-près-Béarn is een gemeente in het Franse departement Hautes-Pyrénées (regio Occitanie) en telt 63 inwoners (2009). De plaats maakt deel uit van het arrondissement Tarbes.

## Geografie
De oppervlakte van Villenave-près-Béarn bedraagt 3,1 km², de bevolkingsdichtheid is dus 20,3 inwoners per km².
Samen met de gemeenten Luquet, Gardères, Séron en Escaunets vormt Villenave-près-Béarn een exclave van het departement Hautes-Pyrénées binnen het grondgebied van het departement Pyrénées-Atlantiques. De vijf gemeenten behoren historisch tot Bigorre, terwijl de omringende gemeenten behoorden tot Béarn.

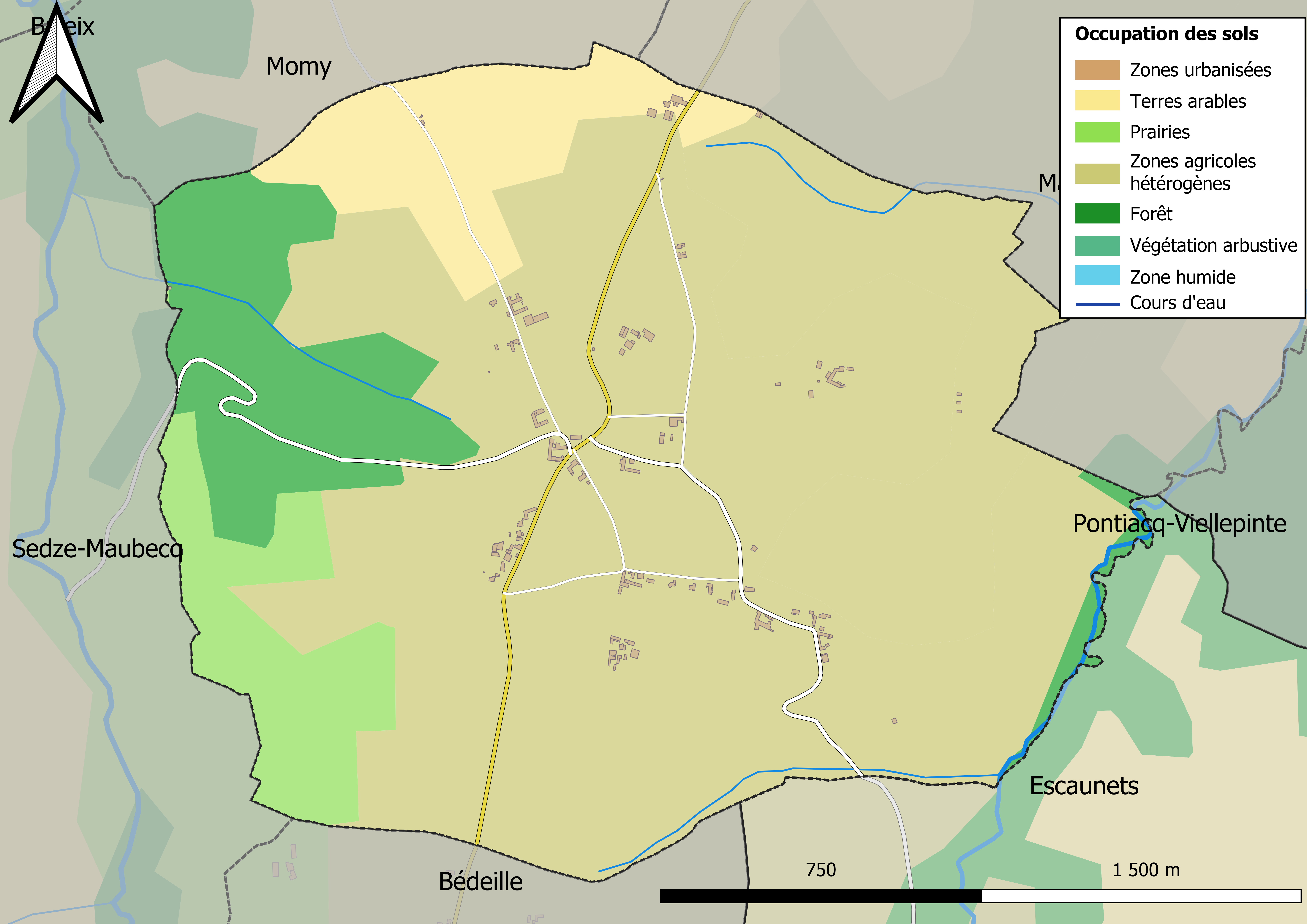
Kaart van de gemeente met belangrijkste infrastructuur, bodemgebruik en omliggende gemeenten

## Demografie
Onderstaande figuur toont het verloop van het inwonertal (bron: INSEE-tellingen).